# Поминальний храм Сеті I

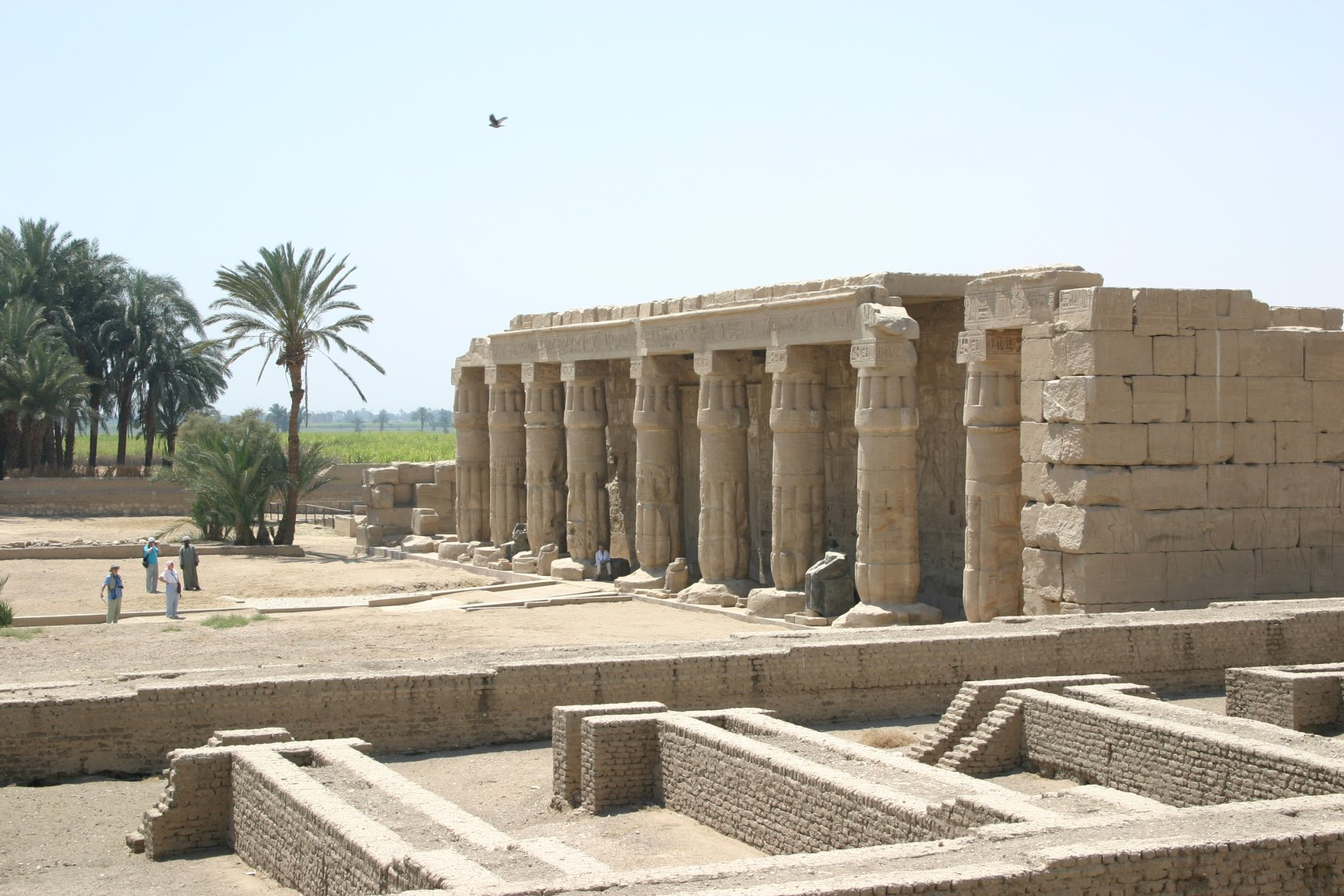
Збережені будівлі храму

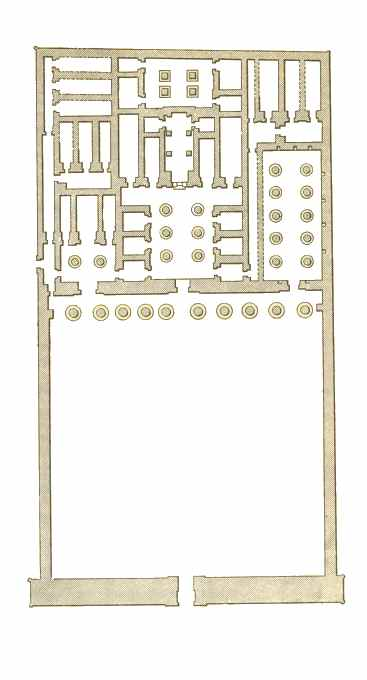
План храму

Поминальний храм Сеті I — храм, присвячений другому фараону XIX династії, батькові знаменитого Рамсеса II. Розташований у  фіванському некрополі в  Верхньому Єгипті, через річку навпроти Луксора, біля села Курна. Староєгипетська назва цього храму - «Великий Храм Мен-Маат-Ра Сеті в будинку Амона в західній частині Фів». Цей храм не варто плутати з іншим відомим храмом в Абидосі, в якому також було встановлено культ Сеті I.

## Будівництво
Храм побудований ближче до кінця правління Сеті I і міг бути завершений вже його сином, Рамзесом Великим.  Одна з палат храму містить святилище, присвячене батькові Сеті Рамсесу I, який правив лише 2 роки і не встиг спорудити посмертний храм для себе. Очевидно, Сеті I закінчив розпочате своїм батьком будівництво та встановив там свій культ. Це святилище було пов'язано з гробницею Сеті в Долині Царів. Ймовірно, цар хотів, щоб поминальні служби велися тут. 

## Сучасний стан
До нашого часу збереглося основна храмова будівля з чудово виконаними рельєфами, які покривають стіни. Колони вишуканої форми з капітелями у вигляді бутонів папірусу прикрашають фасад храму. Стіна храмового комплексу, сфінкси, господарські будівлі були знищені в результаті сільськогосподарської діяльності та до теперішніх часів не збереглися.

## Див. Також
- Фіванський некрополь
- Поминальний храм Аменхотепа III